# Alejandro Claveaux
Alejandro Claveaux Martinez, bardziej znany jako Alejandro Claveaux (ur. 1 marca 1983 r. w Goiânia w stanie Goiás) – brazylijski aktor filmowy, telewizyjny i teatralny.

## Życiorys
Urodził się w Goiânia jako syn Urugwajczyków, jego pradziadkowie mają pochodzenie hiszpańskie i francuskie. Studiował na specjalności inżynieria żywności. W 2004 r. ukończył kurs teatralny PUC / GO w Rio de Janeiro, a także zawiązał się z Guarà Theater Group. Od 2008 roku występował w teatrze, a następnie rozpoczął karierę telewizyjną jako Alejandro w telenoweli Rede Globo Nielegalne: Sen się rozpoczął (Clandestinos: o Sonho Começou).

## Wybrana filmografia

### TV
- 2007: Światło słońca (Luz do Sol)
- 2009: Mandrake
- 2009: Przepustki (Os Bychas)
- 2010: Nielegalne: Sen się rozpoczął (Clandestinos: o Sonho Começou) jako Alejandro
- 2010: Open Bar jako Heitor
- 2011: Szalone serce (Insensato Coração) jako Paulo
- 2011: Malhação jako Moisés Coelho
- 2012: Como Aproveitar o Fim do Mundo jako Leandro
- 2013: Szalony (Louco por Elas) jako Javier
- 2013: O Dentista Mascarado jako Maxuel
- 2013: Dobra krew (Sangue Bom) jako Manolo
- 2013: Pé na Cova jako Pablo
- 2014: O Caçador jako Alexandre Câmara
- 2014: Imperium (Império) jako Josué
- 2014: Alto Astral jako César Santana

### filmy fabularne
- 2013: Listy miłosne świętej wykwintnisi (Cartas de Amor São Ridículas)
- 2013: Muitos Homens Num Só
- 2013: Przeszłość potępia mnie (Meu Passado Me Condena) jako Beto
- 2014: O Táxi de Escher jako Carlos
- 2014: Os Homens São de Marte... E É Pra Lá que Eu Vou jako Lourençinho